# حضارة هالستات
سادت حضارة هالستات (بالإنجليزية: Hallstatt culture)‏ في أوروبا الغربية والوسطى في العصر البرونزي الأخير (هالستات إيه، هالستات بي) من القرن الثاني عشر حتى القرن الثامن قبل الميلاد والعصر الحديدي المبكر في أوروبا (هالستات سي، هالستات دي) من القرن الثامن حتى القرن السادس قبل الميلاد، تطورت حضارة هالستات بمعزل عن حضارة أورنفيلد في القرن الثاني عشر قبل الميلاد (العصر البرونزي الأخير) وتلتها حضارة لا تين (بالفرنسية: La Tène) في معظم مناطقها. ترتبط عادةً بالشعوب الكلتية البدائية والشعوب الكلتية في منطقة هالستات الغربية ومع شعوب ما قبل (الإيليريين) في منطقة هالستات الشرقية.
جاءت تسميتها من الموقع النموذجي هالستات، وهي قرية على ضفاف البحيرة في منطقة زالسكامرغوت النمساوية جنوب شرق سالزبورغ، حيث يوجد منجم غني بالملح، وثمَّة نحو 1300 قبر، ويحوي الكثير منها على قِطع أثرية فاخرة. صُنِّفت المواد من قرية هالستات إلى 4 فترات، إذ جرى تحديدها من «هالستات إيه» حتى «هالستات دي». تُعرف فترة هالستات إيه وهالستات بي بالعصر البرونزي الأخير بينما ترتبط المصطلحات المستخدمة لوصف مناطق أوسع، مثل «حضارة هالستات» أو «فترة» أو «نمط» وهكذا بالعصر الحديدي هالستات سي وهالستات دي.
بحلول القرن السادس قبل الميلاد، توسعت الحضارة فشملت مناطق أوسع واقعة ضمن منطقتين في الشرق والغرب، مغطيةً بينهما معظم أراضي أوروبا الغربية والوسطى وصولًا إلى جبال الألب، وممتدةً حتى شمال إيطاليا. يشمل التوسع النهائي للحضارة أجزاء من بريطانيا وشبه الجزيرة الإيبيرية.
كانت الحضارة قائمة على الزراعة، بيد أن صنع الأدوات المعدنية كان متقدمًا بصورة كبيرة، وبحلول نهاية الفترة، احتلت التجارة طويلة المدى داخل المنطقة مع حضارات البحر الأبيض المتوسط مكانةً اقتصاديةً هامة. اكتسبت الفروقات الاجتماعية أهمية متزايدة مع ظهور طبقات النخبة من الزعماء والمحاربين، وربما ذوي المهارات الأخرى. جرى تنظيم المجتمع على أساس قبلي، مع ذلك فإن جزءًا يسيرًا فقط معروف عن هذا الأمر. اعتُبِر عدد قليل فقط من المستوطنات الكبرى مثل هينوبيرغ في جنوب ألمانيا بمثابة بلدات أكثر من كونها قرىً وفقًا للمعايير الحديثة.

## موقع هالستات النموذجي
في عام 1846، اكتشف يوهان غيورغ رامزاور (1795-1874) مقبرة كبيرة تعود إلى حقبة ما قبل التاريخ بالقرب من هالستات، النمسا (47.561 ° شمالًا 13.642 ° شرقًا)، وقد نقّب عنها خلال النصف الثاني من القرن التاسع عشر. أسفرت عمليات التنقيب في نهاية المطاف عن اكتشاف 1045 قبر، ومع ذلك لم يُعثر على أيّ مستوطنة. يمكن تفسير الأمر بأن القرية اللاحقة قد امتدت على كامل الحزام الضيق بين سفوح التلال شديدة الانحدار والبحيرة. عُثر على نحو 1300 قبر ضمّت جميعها نحو 2000 شخص، من ضمنهم نساء وأطفال وعدد قليل من الأطفال الرُضَّع، ولم يكُ ثمّة قبرٌ «أمِيرِيّ» كما جرت العادة بالقرب من المستوطنات الكبيرة. عوضًا عن ذلك، يُوجد عدد كبير من المدافن التي تختلف اختلافًا كبيرًا في عدد المرفقات الجنائزية وثرائها، إذ تترافق مع وجود نسبة عالية من المواد التي تشير إلى حياة فوق مستوى الكفاف بشكل جيد.
كان المجتمع في هالستات مختلفًا عن مجتمعات الحضارة الأوسع التي غالبًا ما تكون زراعية، إذ استغل باقتصاده المزدهر مناجم الملح في المنطقة. وقد جرى العمل في المناجم هذه من وقت لآخر منذ العصر الحجري الحديث، وفي هذه الفترة استُخرج الملح بشكل مكثّف ليصل ذروته بين القرن الثامن إلى الخامس قبل الميلاد. يتميز طراز المرفقات الجنائزية الموجودة في المقبرة بزخارفها المميزة والفارِقة للغاية، إذ تنتشر هذه القطع الأثرية المصنوعة بهذا النمط في أنحاء أوروبا. ضمن حفريات المنجم نفسها وممراتها، حافظ الملح على العديد من المواد العضوية مثل المنسوجات والمواد الخشبية والجلدية، والعديد من القطع الأثرية المهجورة مثل الأحذية وقطع القماش والأدوات بما في ذلك حقائب الظهر الخاصة بعمال المناجم، وقد نجت وبقيت بحالة جيدة.
تمتد الاكتشافات في هالستات من نحو عام 1200 قبل الميلاد إلى نحو عام 500 قبل الميلاد، وتُقسم من قبل علماء الآثار إلى أربع مراحل:
تُعتبر مرحلتا هالستات إيه وبي ( (800–1200 قبل الميلاد جزءًا من حضارة أورنفيلد في العصر البرونزي. في هذه الفترة، أُحرِق الناس ودُفنوا في قبور بسيطة. في المرحلة (بي)، أصبحت قبور الجثوة شائعة «توميولوس، بالإنجليزية: tumulus» (تلة جنائزية أو كورغان) مع هيمنة عادة حرق الموتى. تقتصر «فترة هالستات» الفعلية على فترتي هالستات سي ((HaC وهالستات دي ((HaD (450-800) قبل الميلاد، التي توافق العصر الحديدي الأوروبي المبكر. تقع هالستات في منطقة التقاء المناطق الغربية والشرقية من حضارة هالستات، وينعكس هذا الأمر في المكتشفات واللُقَى من تلك المنطقة. أُتبِعت فترة هالستات D بحضارة لا تين (بالفرنسية: La Tène).
تتميز فترة هالستات سي بالظهور الأول للسيوف الحديدية المنتشرة بين السيوف البرونزية، ويتزامن حدوث عمليتي الدفن وحرق الجثث. بالنسبة للمرحلة النهائية هالستات دي، تُوجد الخناجر، باستثناء السيوف تقريبًا، ضمن قبور المنطقة الغربية التي يعود تاريخها لنحو 500-600 قبل الميلاد. ثمّة أيضًا اختلافات في الأواني الفخارية والبروشات (دبابيس الزينة). تتبع معظم القبور طريقة دفن الجثث. جرى تقسيم هالستات دي إلى مراحل فرعية (دي1- دي3) متعلقة فقط بالمنطقة الغربية وتستند أساسًا إلى شكل البروشات.
يبدو أن النشاط الرئيس في الموقع قد انتهى لأسباب غير واضحة نحو العام 500 قبل الميلاد . سُرِقت العديد من قبور هالستات في تلك الفترة على الأرجح. كان هناك اضطراب واسع الانتشار في جميع أنحاء منطقة هالستات الغربية، وأصبحت حفريات مناجم الملح بحلول ذلك الوقت عميقة للغاية. تحول عندئذ تركيز استخراج الملح إلى منجم هالاين القريب، حيث توجد مقابر في دورنبرغ القريبة مع مكتشفات مهمة من أواخر هالستات وفترات لا تين المبكرة حتى منتصف القرن الرابع قبل الميلاد، عندما دمر انهيار أرضي كبير فوهات المناجم منهيًا بذلك أعمال الاستخراج.
تناثرت الكثير من المواد من أعمال التنقيب المبكرة وتفرقت، وتوجد الآن ضمن العديد من مجموعات المقتنيات، لا سيما المتاحف الألمانية والنمساوية، ويضم متحف هالستات في البلدة نفسها أكبر مجموعة بينها.

## معرض صور

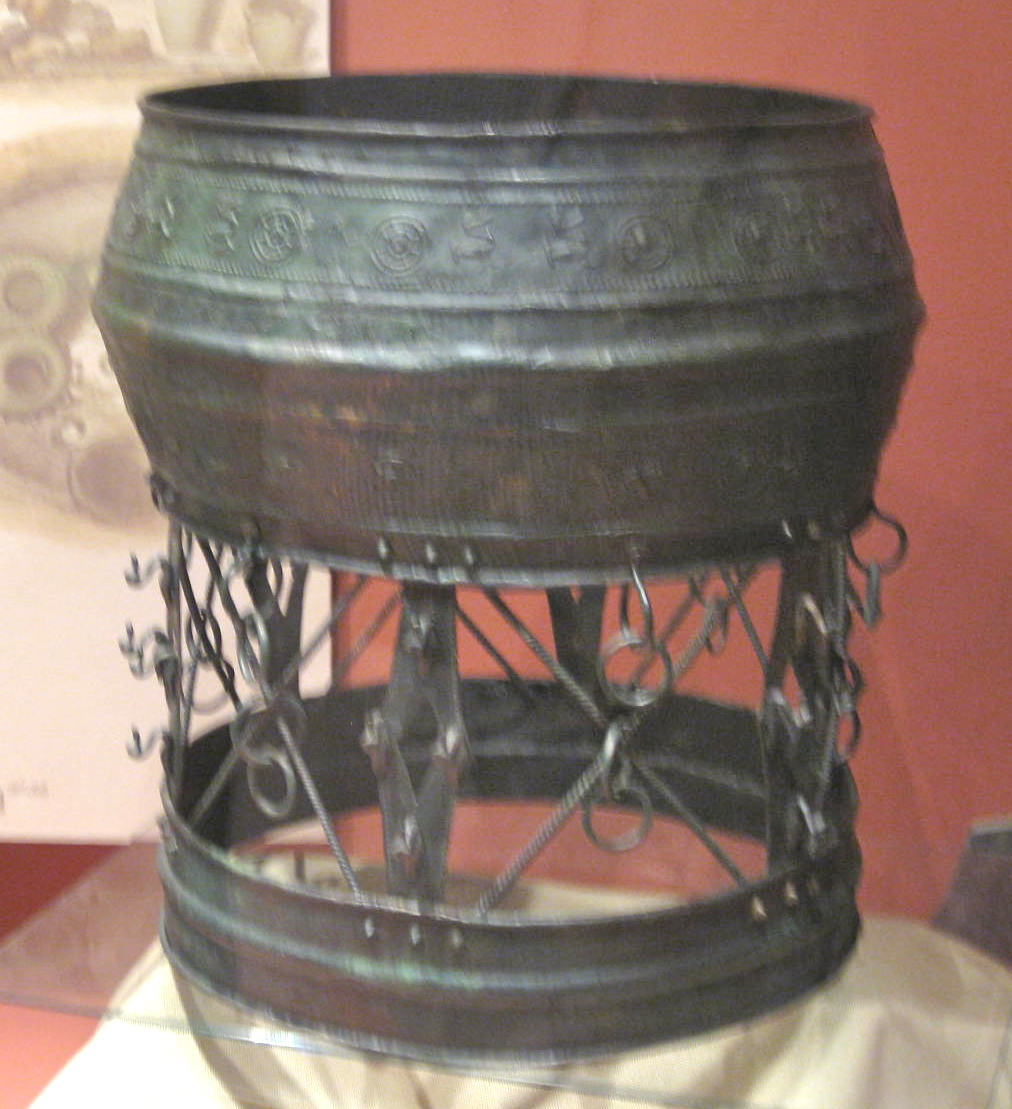
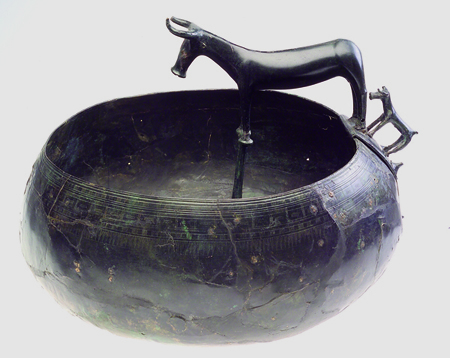